# M1127 Reconnaissance Vehicle
Lo M1127 Reconnaissance Vehicle, anche noto come Stryker RV, è un veicolo corazzato per il trasporto truppe e veicolo da ricognizione ruotato dell'United States Army; appartiene alla più ampia famiglia di veicoli da combattimento basati sullo scafo del trasporto truppe Stryker.
Il mezzo è ottimizzato per le operazioni di ricognizione, sorveglianza e intelligence focalizzate su sensori e HUMINT, ed è dato in dotazione ai battaglioni e agli squadroni esploratori delle unità statunitensi.